# Anders Almquist
Anders Almquist, född 1704 i Linköpings församling, Östergötlands län, död 6 januari 1770 i Värmdö församling, var en svensk handelsman, pietist och riksdagsledamot.

## Biografi
Anders Almquist föddes troligen 1704 i Linköpings församling. Han är en av 1700-talets mer kända radikala pietister och verkade som handelsman i Linköping. Han kom att övergå till pietismen på 1730-talet under inflytande av sin vän norrköpingshandlaren Isak Blessing, vedfogden vid Andrarums alunbruk Olle Norman och Carl Michael von Strokirch. 1739 upphörde han att besöka gudstjänsterna i sin socken och började uttala sig negativt om statskyrkan. I februari 1740 kallades han inför sockenstämman. Här vidhöll han sin ståndpunkt och fällde hårda omdömen om domprosten Andreas Rhyzelius. Av det skälet stämdes han inför rådstugurätten för föraktande av allmänna gudstjänsten, försmädande av sakramenten och lastande av prästerskapet i ämbetsutövning. Under tiden hade han valts till riksdagsman för borgerskapet och bevistade riksdagen 1740–1741, där han invecklades i nya konflikter med Rhyzelius. Efter sin återkomst dömdes han till böter. Han kom under de följande åren att åtalas ett flertal gånger, bland annat 1747 då han i strid mot gällande lag på egen hand på Linköpings kyrkogård begravt en hos honom avliden ung flicka. Under sina sista år i Linköping verkar han ha fått leva i fred, möjligen blev han mindre demonstrativ i sin tro. 1766 flyttade han till Skevik där han avled 1770.